# Осек (гміна Мохово)
Осек (пол. Osiek) — село в Польщі, у гміні Мохово Серпецького повіту Мазовецького воєводства.
Населення — 146 осіб (2011).
У 1975—1998 роках село належало до Плоцького воєводства.

## Демографія
Демографічна структура станом на 31 березня 2011 року:
|          | Загалом | Допрацездатний вік | Працездатний вік | Постпрацездатний вік |
| -------- | ------- | ------------------ | ---------------- | -------------------- |
| Чоловіки | 77      | 22                 | 48               | 7                    |
| Жінки    | 69      | 19                 | 36               | 14                   |
| Разом    | 146     | 41                 | 84               | 21                   |